# Hacsikó
Hacsikó (ハチ公; Hepburn: Hachikō) híressé vált japán kutya.

## Története
Emlékműve Sibuja, de talán egész Tokió legnevezetesebb tájékozódási pontja és találkozóhelye a hatalmas állomásépület előtti téren. Az akita fajtájú kutya szobra egy hajdani professzor hűséges ebét örökíti meg, aki minden este ott várta munkából hazatérő gazdáját a sibujai állomáson – egyesek szerint hónapokkal, mások szerint több mint 9 évvel annak halála után is. Az 1920-as évek e legendája valószínűleg a csú, az alattvalói hűség kötelességét volt hivatva ébren tartani a militarizmus felé haladó társadalomban. Hacsikót kitömték, ma is megtekinthető az Országos Természettudományi Múzeumban.

## Emlékezete
A történetet több filmben is feldolgozták. 1987-es feldolgozása a Hacsikó (japánul: Hachiko monogatari) című japán film. 2009-ben készült el az angol–amerikai feldolgozás Hacsi, a leghűségesebb barát címmel.